# Kirkkonummi vasútállomás
Kirkkonummi vasútállomás Finnországban, Kirkkonummi településen található.

## Vasútvonalak
Az állomást az alábbi vasútvonalak érintik:
- Helsinki–Turku-vasútvonal

## Kapcsolódó állomások
A vasútállomáshoz az alábbi állomások vannak a legközelebb:
- Tolsa vasútállomás (Helsinki Central, X Helsinki - Siuntio, U Helsinki - Kirkkonummi, L Helsinki - Kirkkonummi)
- Siuntio vasútállomás (Siuntio vasútállomás, Y Helsinki - Siuntio, X Helsinki - Siuntio)
- Masala vasútállomás (Helsinki Central, Y Helsinki - Siuntio)